# Елизаветинская улица (Санкт-Петербург)
Елизаве́тинская улица — широтная улица в Выборгском районе Санкт-Петербурга. Проходит от стыка Староорловской и Большой Озёрной улиц до Выборгского шоссе в историческом районе Шувалово.

## История
Название улицы известно с конца XIX века. Начало было положено, когда в 1876—1877 годах часть имения Шуваловых, владевших землями в местности, известной как Шувалово — Озерки было продано владельцами под организацию дачных участков. Была проведена планировка улиц — их было около 30 и они были названы именами членов семьи Шуваловых. По данным справочника «Петербург в названиях улиц» название было дано в 1889 году по имени  Елизаветы Владимировны Шуваловой, урожденной Барятинской, жены Павла Петровича Шувалова (она была последней владелицей Шуваловского дворца на Фонтанке). Улица  сохранила первоначальное имя до наших дней. Елизаветинская и Большая Озёрная были главными магистралями нового дачного массива (по Елизаветиской экипажи следовали от станции Шувалово и от Выборгского шоссе) и, в отличие от остальных улиц, они с самого начала были обустроены: замощены и освещены.

## Пересечения
С запада на восток (по увеличению нумерации домов) Елизаветинскую улицу пересекают следующие улицы:
- Староорловская и Большая Озёрная улицы — Елизаветинская улица примыкает к их стыку;
- Софийская улица — примыкание;
- Никольская улица — примыкание;
- Межозёрная улица — примыкание;
- Семёновская улица — примыкание;
- Первомайская улица — пересечение;
- улица Корякова — пересечение;
- Варваринская улица — пересечение;
- Выборгское шоссе — Елизаветинская улица примыкает к нему.

## Транспорт
Ближайшие к Елизаветинской улице станции метро — «Проспект Просвещения» (около 1,2 км по прямой от конца улицы) и «Озерки» (около 1,25 км по прямой от конца улицы) 2-й (Московско-Петроградской) линии.
Движение наземного общественного транспорта по улице отсутствует.
У начала Елизаветинской улицы расположена железнодорожная станция Шувалово. На расстоянии около 850 м по прямой от начала улицы находится железнодорожная платформа Озерки.

## Достопримечательности и общественно значимые объекты
- Большое Нижнее Суздальское озеро (у примыкания Софийской улицы);
- дом 4 — жилой дом постройки 1890 года[6];
- дом 4а — жилой дом постройки 1890 года[7];
- библиотека № 8 — дом 8.

- Большое Нижнее Суздальское озеро
- Дом 4
- Дом 4а
- Библиотека № 8